# Oschydiw
Oschydiw (ukrainisch Ожидів; russisch Ожидов Oschidow, polnisch Ożydów) ist ein Dorf in der ukrainischen Oblast Lwiw mit etwa 2000 Einwohnern.
Das erstmals 1432 schriftlich erwähnte Dorf in der historischen Landschaft Galizien war während der Zweiten Polnischen Republik Sitz der Landgemeinde Ożydów in der Woiwodschaft Tarnopol.
Heute ist Oschydiw ein Teil der Stadtgemeinde Busk, bis 2020 war das Dorf das administrative Zentrum der gleichnamigen, 70,821 km² großen Landratsgemeinde im Südosten des Rajon Busk, zu der noch folgende Dörfer gehörten:
- Janheliwka (Янгелівка, ⊙) mit etwa 20 Einwohnern

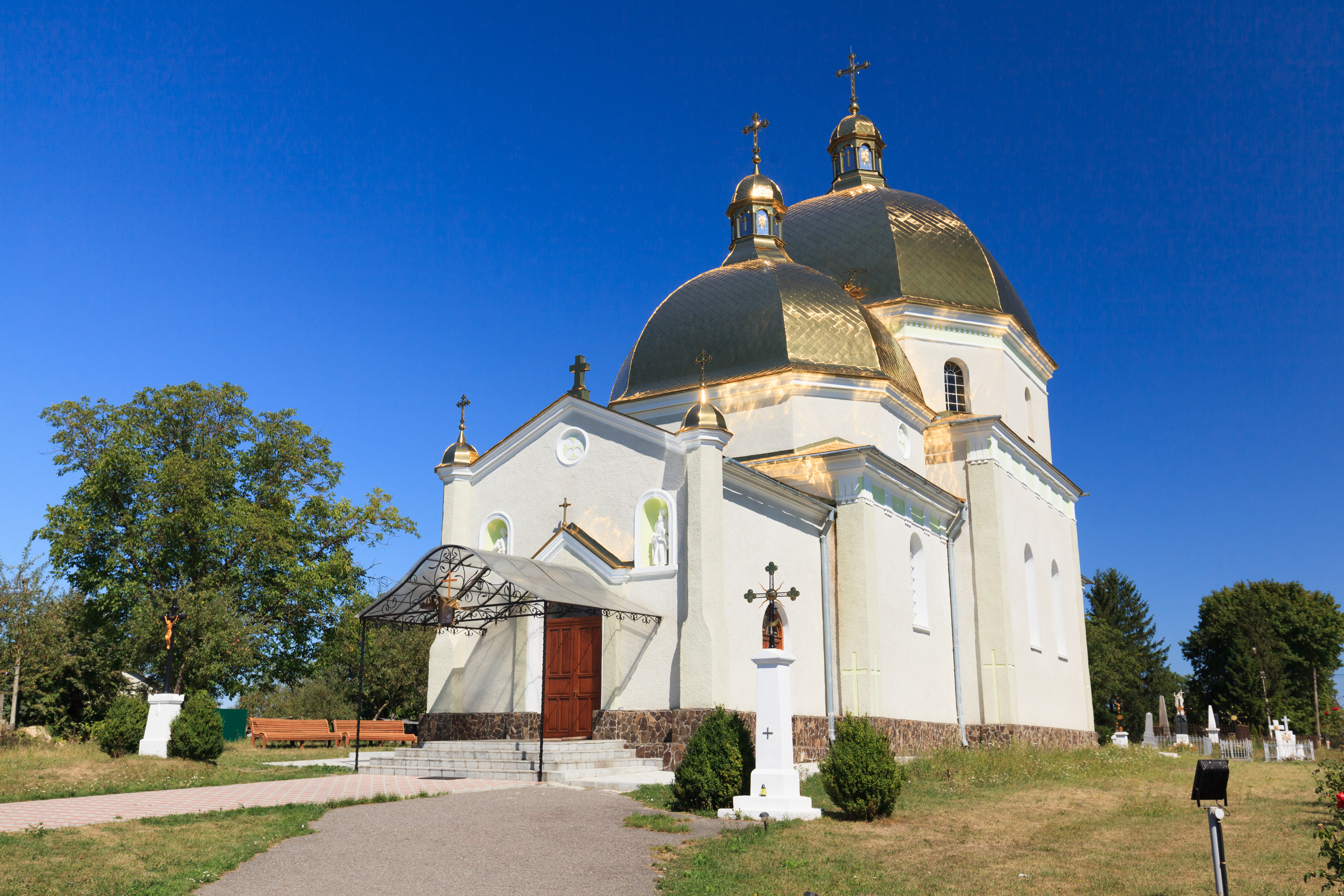
Kirche der Erhöhung des Heiligen Kreuzes in Oschydiw 2016

- Jossypiwka (Йосипівка, ⊙) mit etwa 370 Einwohnern
- Pawlyky (Павлики, ⊙) mit etwa 70 Einwohnern
- Sakomarja (Закомар'я, ⊙) mit etwa 270 Einwohnern
- Sastawje (Застав'є, ⊙) mit etwa 20 Einwohnern
- Sydory (Сидори, ⊙) mit etwa 80 Einwohnern

Die Ortschaft liegt 17 km östlich vom ehemaligen Rajonzentrum Busk und etwa 70 km nordöstlich vom Oblastzentrum Lwiw.
Oschydiw besitzt einen Bahnhof an der Bahnstrecke Lwiw–Sdolbuniw.
Im Norden der Ortschaft verläuft die Fernstraße M 06 / E 40.